# 肖红 (设计师)
肖红（1960年—），河南开封人，中国设计师，河南大学教授。

## 生平
1960年出生在河南开封，1982年毕业于河南大学艺术系，后留校从事油画教学和工艺美术设计工作，后来升任河南大学艺术学院副院长。他和北京人张磊是澳门特别行政区区旗和澳门特别行政区区徽的主要设计者。1990年5月获得香港特别行政区区徽设计优秀奖（最高奖）。1992年3月获得澳门特别行政区区旗图案设计评选一等奖（惟一获奖者），澳门区徽图案评选二等奖（一等奖空缺）。1993年4月，肖红再次获得澳门区旗设计一等奖，区徽设计二等奖。